# 3023 км Барабушка
3023 км Барабушка — железнодорожный разъезд (тип населённого пункта) в Барабинском районе Новосибирской области. Входит в Шубинский сельсовет.

## Топоним
До 2017 года официальное название — Остановочная Платформа 3023 км Барабушка, позже изменено, как и у других НП, областным законом (исключены слова «остановочная платформа»).

## География
Улица одна — Путевая.
Находится примерно в 2 км от озера Шубино.
Площадь населённого пункта — 5 гектар

## История
Населённый пункт появился при строительстве железной дороги. В селении жили семьи тех, кто обслуживал железнодорожную инфраструктуру разъезда.

## Население
| 2002 | 2007 | 2010 |
| ---- | ---- | ---- |
| 29   | ↘22  | ↘18  |

## Инфраструктура
В населённом пункте по данным на 2007 год отсутствует социальная инфраструктура.
Путевое хозяйство Западно-Сибирской железной дороги.

## Транспорт
Автомобильный (просёлочные дороги) и железнодорожный транспорт.
Действует остановочная платформа Барабушка на железнодорожной линии Татарская — Обь.